# Frank Matthias Kammel

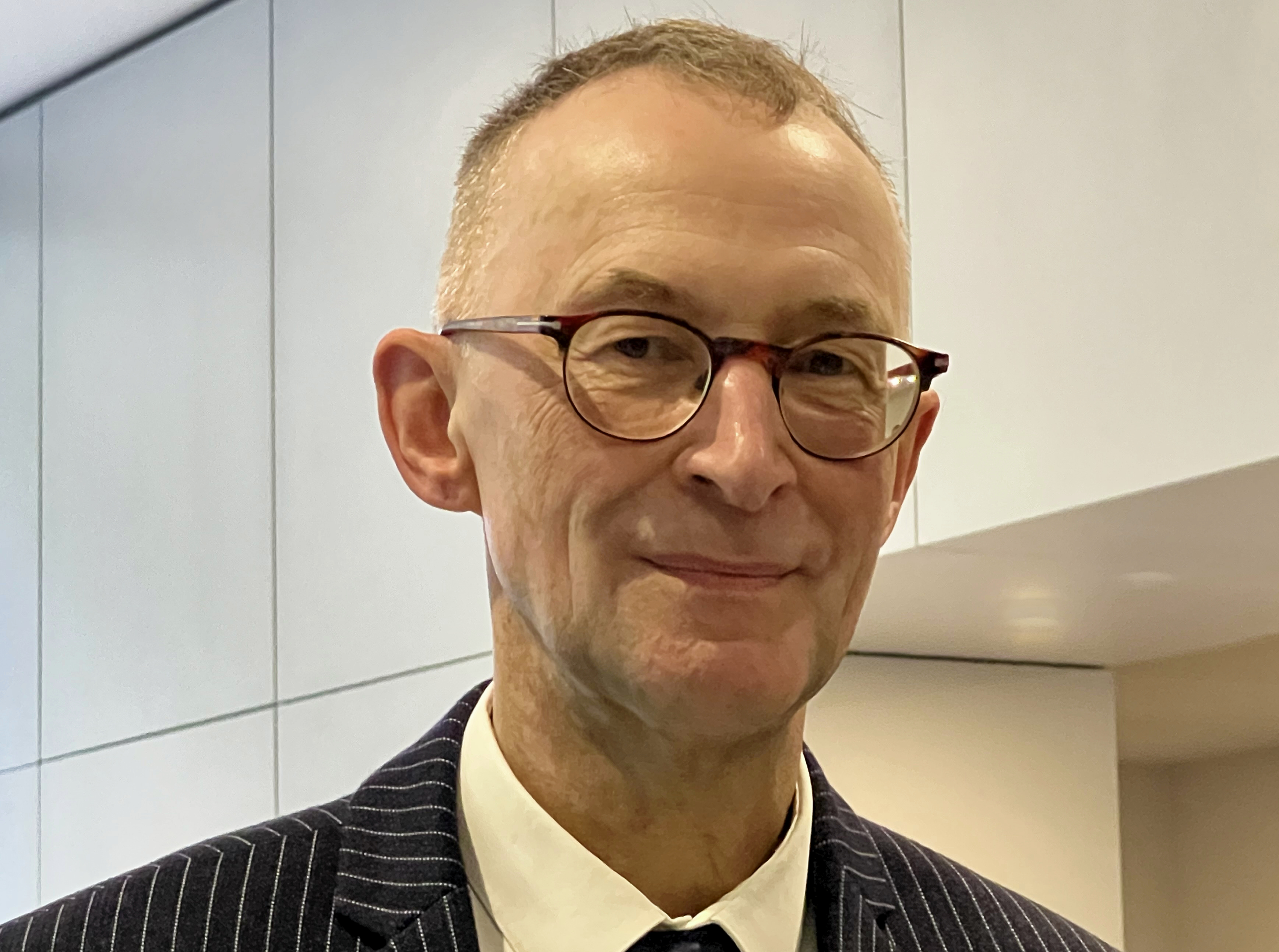
Frank Matthias Kammel, 2024

Frank Matthias Kammel (* 10. Dezember 1961 in Werdau) ist ein deutscher Kunsthistoriker und Generaldirektor des Bayerischen Nationalmuseums in München.

## Werdegang
Kammel studierte von 1982 bis 1987 in Ost-Berlin Kunstgeschichte und Klassische Archäologie. Ab 1987 war er als Wissenschaftlicher Angestellter an der Skulpturensammlung der Staatlichen Museen zu Berlin tätig.
Er wechselte 1995 an das Germanische Nationalmuseum in Nürnberg und war dort Leiter der Skulpturensammlung und der Sammlung Historische Bauteile. 1998 promovierte er an der Humboldt-Universität mit der Dissertation Kunst in Erfurt zwischen 1300 und 1360: Studien zur Skulptur und Tafelmalerei. Vornehmlich zur Bildhauerkunst des Mittelalters und der Frühen Neuzeit verfasste er zahlreiche Publikationen, darüber hinaus zu Museumsgeschichte und kulturhistorischen Themen.
Seit Juli 2018 ist Frank Matthias Kammel Generaldirektor des Bayerischen Nationalmuseums in München.
Bekannt wurde er auch als Experte für Religiöse Volkskunst der Fernsehsendung Kunst und Krempel im Bayerischen Rundfunk.

## Veröffentlichungen (Auswahl)
- mit Lothar Lambacher (Hrsg.): Die mittelalterliche Plastik in der Mark Brandenburg. Berlin 1990.
- Das mittelalterliche Chorgestühl. Ein Bildtraktat von der Allgegenwart des Bösen. Berlin 1991.
- Der „Erfurter Meister der Beweinung Christi“. Bemerkungen zu einem Phänomen der spätgotischen Holzskulptur in Thüringen. In: Uwe Albrecht (Hrsg.): Figur und Raum. Mittelalterliche Holzbildwerke im historischen und kunstgeographischen Kontext. Reimer, Berlin 1994, S. 190–209.
- Kunst in Erfurt 1300–1360. Studien zu Skulptur und Tafelmalerei. Lukas-Verlag, Berlin 2000.
- Spiegel der Seligkeit. Privates Bild und Frömmigkeit. Ausstellungskatalog. Nürnberg 2000.
- mit Carola Bettina Gries (Hrsg.): Begegnungen mit Alten Meistern – Altdeutsche Tafelmalerei auf dem Prüfstand (= Wissenschaftliche Beibände zum Anzeiger des Germanischen Nationalmuseum. Band 17). Nürnberg 2000.
- (Hrsg.): Die Apostel aus St. Jakob. Nürnberger Tonplastik des Weichen Stils. Ausstellungskatalog. Nürnberg 2002.
- (Hrsg.): Adam Kraft. Die Beiträge des Kolloquiums im Germanischen Nationalmuseum (= Wissenschaftliche Beibände zum Anzeiger des Germanischen Nationalmuseum. Band 20). Nürnberg 2002.
- Bildschnitzerkunst aus den Niederlanden und aus Holstein. Mäzenatentum und Sammelstrategie. In: G. Ulrich Großmann: Mäzene, Schenker, Stifter. das Germanische Nationalmuseum und seine Sammlungen (= Kulturgeschichtliche Spaziergänge im Germanischen Nationalmuseum. Band 5). Nürnberg 2002, S. 141–144.
- (Hrsg.): Im Zeichen des Christkindes. Privates Bild und Frömmigkeit im Spätmittelalter. Ausstellungskatalog. Nürnberg 2003.
- Verborgene Schönheit. Spätgotische Schätze aus der Klarakirche in Nürnberg. Ausstellungskatalog. Nürnberg 2007.
- Deutsche Tonplastik im Spätmittelalter. Ein Überblick. In: Günter Donath (Hrsg.): Aus Ton gebrannt. Terrakottafiguren im Dom zu Meißen. Meißen 2007, S. 16–37.
- mit Claudia Selheim (Hrsg.): Kriegszeit im Nationalmuseum 1914–1918. Ausstellungskatalog. Nürnberg 2016.
- (Hrsg.): Der Deichsler-Altar. Nürnberger Kunst um 1420. Ausstellungskatalog. Nürnberg 2016.
- (Hrsg.): Leibniz und die Leichtigkeit des Denkens. Historische Modelle: Kunstwerke, Medien, Visionen. Ausstellungskatalog. Nürnberg 2016.
- (Hrsg.): Adam Kraft – Der Kreuzweg. Ausstellungskatalog. Nürnberg 2018.
- (Hrsg.): Kunst und Kapitalverbrechen. Veit Stoß, Tilman Riemenschneider und der Münnerstädter Altar. Ausstellungskatalog. Hirmer, München 2020.
- (Hrsg.): Goldene Passion. Georg Petel und das Rätsel seiner Kreuzigungsgruppe. Ausstellungskatalog. Sandstein Verlag, Dresden 2024.